# گروه یونایتد بریوریز
گروه یونایتد بریوریز (انگلیسی: United Breweries Group) شرکت خوشه‌ای هندی است، که در سال ۱۸۵۷ توسط ویتال مالیا تأسیس شد.